# El Vilà (Sant Bartomeu del Grau)
El Vilà és una obra de Sant Bartomeu del Grau (Osona) inclosa a l'Inventari del Patrimoni Arquitectònic de Catalunya.

## Descripció
Edifici civil orientat a mar amb teulada a dues vessants.
A la façana principal hi ha inscrit el nom de Josep Vilar i la data de 1801, que és quan va ser reformada la casa.
Hi ha un pati-lliça. A la part dreta hi ha annexionada una masoveria i un corral a finals del segle xix, a la part esquerra hi ha un graner adossat realitzat el 1911 amb una galeria de tres arcades.
A darrere hi ha un pou-cisterna del 1801 i a trenta metres de la casa hi ha una cabana feta amb pedra.

## Història
Els orígens d'aquesta masia cal situar-los en el segle xvi, essent reformada en èpoques de prosperitat econòmica.